# Bernadett Vágó
Bernadett Vágóová (maď. Vágó Bernadett) (* 4. května 1980, Zalaegerszeg, Maďarsko) je maďarská herečka. Je činná v divadle a věnuje se také dabingu animovaných pořadů.

## Životopis
Studovala na hudební konzervatoři Bély Bartóka a potom v budapešťském operetním divadle, kde nadále působí jako hudební umělkyně.
V 2008 r. byla oceněna cenou „muzikálový herec roku“ (Az Év Musical Színésze).

## Divadelní role
- Müller Péter-Müller Péter Sziámi-Tolcsvay László: Isten pénze – Belle
- Móricz Zsigmond: Légy jó mindhalálig – Nyilas Misi
- Weöres Sándor: Holdbéli csónakos. – Pávaszem, Jégapó leánya
- Leslie Bricusse: Jekyll & Hyde – Sarah
- Bábok – Nő
- Szörényi Levente-Bródy János: István, a király – Gizella
- Houdini....Bess
- Andrew Lloyd Webber: Volt egyszer egy csapat – Kórustag
- Horváth Péter-Böhm György-Korcsmáros György: Valahol Európában – Éva, suhanc
- William Shakespeare-Gérard Presgurvic: Rómeó és Júlia – Júlia (2005, Szegedi Szabadtéri Játékok, později Budapesti Operettszínház)
- Jack Murphy-Phoebe Hwang: Rudolf....Vetsera Mária
- Linda Woolverton: A Szépség és a Szörnyeteg – Belle, a Szépség
- Michael Kunze-Lévay Szilveszter: Elisabeth – Elisabeth (2007, Budapesti Operettszínház)
- Michael Kunze-Lévay Szilveszter: Mozart! – Nannerl (2007, Budapesti Operettszínház)
- Szabó Magda-Kocsák Tibor: Abigél – Vitay Georgina (2008, Budapesti Operettszínház)
- William Shakespeare-Kerényi Miklós Gábor: Szentivánéji álom – Hermia (2008, Budapesti operettszínház)
- Steven Sater: Tavaszébredés – Wendla
- Böhm György-Korcsmáros György: Szép nyári nap – Ria, az osztály bombázója (2009, Budapesti Operettszínház)
- Kállai István-Kerényi Miklós Gábor: Erdei kalamajka – Bolyhocska
- James Rado-Gerome Ragni: Hair – Jeannie (Szegedi Szabadtéri Játékok)
- Mission IMPROssible? (Improvizációs játék) – Szereplő (Budapesti Operettszínház)
- Impro és Kontra(Improvizációs játék) – szereplő (2010, Budapesti Operettszínház)
- Claude-Michel Schönberg: Miss Saigon – Ellen (2011, Budapesti Operettszínház)
- Claude-Michel Schönberg: Miss Saigon – Kim (2011, Budapesti Operettszínház)
- Szörényi Levente-Bródy János: Veled Uram! – Krisztina, Imre herceg menyasszonya (2012, Budapesti Operettszínház)
- Lévay Szilveszter-Michael Kunze–Daphne du Maurier: Rebecca – A Manderley-ház asszonya – Én (2012, Budapesti Operettszínház)
- Dave Stewart – Glen Ballard – Bruce Joel Rubin: Ghost – Molly Jensen (2013, Budapesti Operettszínház)
- Lévay Szilveszter – Michael Kunze: Marie Antoinette – Marie Antoinette (2015, Budapesti Operettszínház)
- Michael Schönberg – Alan Boublil : Les Misérables (A nyomorultak) – Fantine (2015, Szegedi Szabadtéri Játékok / 2016, Madách Színház)
- Kocsák Tibor – Miklós Tibor: Lady Budapest (Utazás) – Lady Ashton (2016, Budapesti Operettszínház)

## Dabingové role
- Repcsik....Ishani
- Bűbáj....Giselle (Amy Adams)
- Kis hableány 3....Ariel
- A hercegnő és a béka....Tiana
- Bleach....Sun-Sun,
- Magi-Nation....Edyn
- Pokémon (10-12. évad)....Dawn
- Jackie Nővér....Zoey Barkow
- Slayers, a kis boszorkány....Ozel, Rezo szolgája
- Barbie és a sellőkaland....Headry, Barbie barátnője; Barbie (spiev)
- Dr. House 5x21....A beteg felesége,
- Mercy angyalai 1x10
- Nemzet aranya 2.
- Médium 5x2....Victoria,
- Szellemekkel suttogó 3x13....Lisa,
- Tiltott szerelem....Bihter Yöreoğlu
- Barbie, a sziget hercegnője....Barbie (spiev)
- Barbie és a gyémánt kastély....Barbie (spiev)
- Barbie és a három muskétás....Barbie (spiev)
- High School Musical Argentina....Agus (spiev)
- Csingiling és a nagy tündérmentés....úvodná pieseň
- Devil May Cry – Démonvadászok....Patty Lowell
- Szellemvadászok....Komagusu Miyako
- Teen Wolf – Farkasbőrben – Allison Argent
- Totál Dráma: Indián-sziget – Scarlett
- Littlest Pet Shop – Katie Johnson
- Jégvarázs – Anna
- The Muppets – Mary
- The Imitation Game- A kódjátszma- Helen
- Reign- Az uralkodónő- Greer
- Bones (Doktor Csont); 09S08E – a halott élettársa
- Csillagainkban a hiba (TFIOS) – Monica/Isaac barátnője
- A szultána – Haseki Kösem szultána
- True Blood – Crystal Norris
- Jégvarázs 2 – Anna
- Fatmagül – Fatmagül